# Guido Lospinoso
Guido Lospinoso (Bari, 20 settembre 1885 – Roma, 3 ottobre 1973) è stato un poliziotto e diplomatico italiano; grazie al suo operato si stima che salvò la vita a circa 25.000 ebrei nel sud della Francia durante la seconda guerra mondiale.

## Biografia
Nato e vissuto a Bari, fervente cattolico, sosteneva di discendere da una famiglia di marrani, ebrei sefarditi spagnoli costretti alla conversione cattolica, giunti in Italia al seguito della dominazione spagnola. Entrò in polizia nel 1912. Considerato un funzionario zelante e affidabile, raggiunse la carica di vice-questore.
Nel 1928, grazie alla sua convinta adesione al fascismo e alla reputazione di uomo energico e capace e all'essere poliglotta (parlava anche russo, tedesco e francese), fu inviato come vice-console a Nizza, dove rimase fino al 1939, svolgendo in realtà attività di spionaggio per conto del governo fascista, intessendo una fitta rete di contatti e infiltrati con la comunità italiana e con i collaborazionisti francesi.
Rientrato in Italia, dal 19 marzo 1943 assunse la carica di ispettore capo del "Regio ispettorato di polizia razziale", voluto da Mussolini a seguito della promulgazione delle leggi razziali, con l'ordine ricevuto durante l'incontro di conferimento con Mussolini, di prendere immediatamente contatto e coordinarsi con le autorità tedesche a Berlino e in Francia e con il governo di Vichy.

### Il salvataggio degli ebrei in Francia
Con questo incarico venne nuovamente inviato in Francia, con base a Nizza e con il compito di agevolare il rastrellamento e la consegna ai tedeschi degli ebrei residenti nella zona della Francia occupata dalle truppe italiane, dato che l'esercito si era sempre rifiutato di obbedire a questo genere di ordini impartiti dai comandi tedeschi, così come anche il console Alberto Calisse, rivendicando la propria autonomia decisionale e giurisdizionale. Contrariamente agli ordini ricevuti però, Lospinoso approfittò della sua rete di conoscenze creata negli anni, soprattutto fra il clero e la popolazione ebraica, per procrastinare e insabbiare il più possibile l'esecuzione del suo mandato.
Infatti, fin dall'inizio del suo incarico a marzo, aveva cominciato a negarsi e a rendersi irreperibile alle autorità che gli chiedevano un incontro, sia a Berlino che in Francia, provocando una iniziale sorpresa e poi il disappunto soprattutto del comandante della Gestapo Heinrich Müller e del capo delle SS di Marsiglia Rolf Mühler, tanto che solo a fine giugno il capo della polizia di Vichy René Bousquet riuscì ad incontrarlo per un fugace e generico colloquio mentre si sottrasse sempre alle autorità tedesche, perfino ad un incontro a Parigi preteso dallo stesso Eichmann, adducendo le scuse più disparate e chiamando a discolpa la sua ingenuità ed inesperienza, avendo appena assunto l'incarico, approfittando in seguito anche della caduta del governo fascista del 25 luglio 1943 e con maggior pericolo e difficoltà dopo l'armistizio italiano, che cambiò i rapporti diplomatici e bellici fra Italia e Germania.
Mettendo in atto questa tattica dilatoria, mentre fingeva con i tedeschi di doversi recare in Italia per essere messo a conoscenza dei nuovi sviluppi della situazione italiana, oppure inviava delegati in sua vece che si dichiaravano non autorizzati a prendere decisioni, grazie all'aiuto di un sacerdote padre Pierre-Marie Benoît, del banchiere ebreo italiano Angelo Donati e al supporto logistico e alla protezione dell'esercito italiano, dal suo arrivo in Francia fino a tutto il mese di settembre 1943 con il definitivo ritiro delle truppe italiane, organizzò e mise in atto, con segretezza e discrezione, un massiccio passaggio di ebrei italiani, francesi e di numerose altre nazionalità dai centri di raccolta istituiti e considerati fino ad allora sicuro rifugio per gli ebrei, soprattutto Saint-Martin-Vésubie nelle Alpi marittime, Cap Martin vicino al Principato di Monaco, verso i confini con la Svizzera, in Piemonte e in Spagna. Molti di loro si unirono alle file della resistenza francese e italiana o vennero accolti e protetti dalle comunità locali.
Si stima che il numero complessivo di persone coinvolte in questo tentativo di salvataggio sia stato di circa 25.000, cioè circa l'80 per cento della comunità ebraica ivi residente. La parte che non si riuscì a coinvolgere a causa dello sbandamento e improvviso ritiro delle truppe e delle autorità italiane a seguito dell'armistizio dell'8 settembre '43, fu invece catturata dalle forze tedesche e collaborazioniste francesi e rinchiusa in un campo di concentramento provvisorio allestito a Marsiglia e poi trasferita a Drancy prima della definitiva deportazione nei lager tedeschi. Rientrato a Roma dopo il ritiro italiano dalla Francia, Lospinoso, a seguito dei convulsi avvenimenti successivi alla fuga del re, al trasferimento del governo e all'occupazione tedesca di Roma, fu espulso dalla Polizia repubblichina e fu costretto a nascondersi fino all'arrivo delle forze alleate nel 1944, in quanto ricercato dalla Gestapo e dalle SS.

### Dopo la guerra
Nel dopoguerra fu espulso dalla polizia per i sospetti di antisemitismo dovuti alla sua carica nella "polizia razziale" ma, riconosciuto innocente anche grazie alle numerose testimonianze in suo favore, compreso una memoria difensiva di Angelo Donati, autenticata e controfirmata dal rabbino capo di Roma David Prato, e altri attestati di stima da diverse organizzazioni ebraiche italiane, fu reintegrato dal Ministero dell'interno e nominato questore di Udine dal 1949 al 1954, dopodiché fu collocato a riposo. Le istituzioni italiane non hanno mai espresso riconoscimenti ufficiali per la sua opera, giunti invece dalla comunità ebraica francese. Lospinoso si spegne a Roma nel 1973 ed è sepolto nel Cimitero Flaminio.
L'episodio del salvataggio, sebbene riportato in molti libri e pubblicazioni, rimane ancora oggi misconosciuto. Venne comunque ricordato da Enzo Biagi e Robert Kempner, avvocato dell'accusa al processo di Norimberga, come "l'unico uomo che ha sconfitto Eichmann" e da Fausto Coen (citando Léon Poliakov) per la sostanziale differenza di condotta e trattamento in quella situazione rispetto ai tedeschi. La sua figura è anche fra i protagonisti del film 50 Italiani di Flaminia Lubin.

## Dubbi storici
Alcune critiche a questa ricostruzione sono state mosse dallo storico e presidente del CDEC Michele Sarfatti che, basandosi sui soli documenti ufficiali e tendente a ridimensionare il ruolo protettivo attribuito ad alcuni funzionari italiani (vedi anche i dubbi sul caso Palatucci), considera l'operato di Lospinoso solo quello di uno zelante burocrate, che si limitò ad applicare, pur con qualche distinguo e senza molta solerzia, le disposizioni ricevute prima del 25 luglio, considerandole semplicemente decadute con il termine del governo Mussolini, anche questo solo in ossequio alle nuove raccomandazioni giunte dal nuovo governo Badoglio. L'episodio, pur avvenuto, sarebbe perciò da attribuire ad altri attori e alla concomitanza degli eventi, senza un sostanziale ruolo attivo svolto da Lospinoso. Lo storico Luca Fenoglio sostiene l'intento iniziale conforme agli ordini ricevuti da Mussolini e pur ammettendo un suo successivo ambiguo intervento nel salvataggio, giudica l'operato di Lospinoso paradigmatico e in linea con le incoerenze e le contraddizioni che pervadevano il fascismo circa la questione ebraica e la politica di sterminio nazista.
Tesi a sua volta confutata dagli altri testi, concordi sul fatto che la natura stessa della segretezza con cui era stata condotta l'operazione, basata sulla discrezione e riservatezza dei partecipanti, rende preferibile basarsi sulla ricostruzione storiografica più che sui soli atti e corrispondenza ufficiali esistenti, la cui inconcludenza nell'applicazione aveva comunque attirato il sospetto e il disappunto delle autorità tedesche e francesi, ed erano stati redatti per evidenti ragioni di rispetto formale, ma fuorvianti e spesso in contrasto con le attività in realtà svolte e logicamente non menzionate, e facevano parte della stessa tecnica dilatoria e di depistaggio, i cui meccanismi Lospinoso ben conosceva data la lunga attività svolta precedentemente nei servizi segreti e nello spionaggio. Anche le modalità del salvataggio richiedevano che Lospinoso fosse a conoscenza e complice dei fatti e principale responsabile e abbia approfittato (in modo assai intelligente e quasi "comico" come scritto da Lozowick) delle maniacalità burocratiche tedesche, i cui i tempi necessari allo svolgimento di pratiche e rapporti e gli eccessi di meticolosità e disciplina gerarchica furono sfruttati al meglio ai fini del depistaggio e dilazione.
Altre fonti sono più propense a sostenere che Lospinoso ebbe effettivamente un ruolo importante e decisivo, ma non fu spinto da una iniziale e decisa iniziativa personale e non fu l'ideatore dell'operazione ma, già inizialmente esitante sulle modalità di svolgimento del suo incarico, sia stato gradualmente convinto dalla persuasione di Pierre-Marie Benoît e di Angelo Donati. A sostegno di ciò, Lospinoso aveva preteso solo nell'agosto '43 la restituzione delle liste dei nomi da deportare, consegnate in precedenza ai servizi di polizia francesi, si assicurò comunque che non ne avessero fatto una copia e furono distrutte dalle stesse autorità di polizia italiane.
Nel 1961 durante il processo in Israele ad Adolf Eichmann, la figura di Lospinoso fu ricordata più volte, come modello della possibilità di trasgredire gli ordini ricevuti, contrariamente alla linea difensiva del gerarca tedesco, volta all'ineluttabilità della loro esecuzione.
L'attiva partecipazione di Lospinoso nel tentativo di salvataggio è confermata anche dalle risultanze del film-inchiesta di Nicola Caracciolo Il coraggio e la pietà, ribadita anche dalla diretta testimonianza di padre Benoît ivi contenuta.
Nelle sue testimonianze e memorie, Lospinoso, contrariamente a quanto sostenuto in alcuni articoli di giornale, nega che Mussolini, sebbene su posizioni meno drastiche di quelle tedesche, nei suoi colloqui sia privati che pubblici abbia avallato, favorito o anche solo tacitamente acconsentito al salvataggio degli ebrei, iniziativa esclusiva quindi dei vertici dell'esercito, delle autorità civili e dell'iniziativa privata presenti sul luogo.